# Türkmen Döwlet Neşirýat Gullugy
Der Turkmenische Staatsverlag (turkmenisch Türkmen Döwlet Neşirýat Gullugy, TDNG; „Turkmenischer Staatlicher Verlagsdienst“, russisch Туркменская государственная издательская служба, ТГИС, Turkmenskaja gossudarstwennaja isdatelskaja sluschba, TGIS) ist ein staatlicher Verlag in Turkmenistan.

## Geschichte
Am 17. Januar 1990 wurde das Unionsrepublikanische Komitee der Turkmenischen SSR für Verlagswesen, Druck und Buchhandel (Президиума Верховного Совета Туркменской ССР) durch Beschluss des Präsidiums des Obersten Rates der Turkmenischen SSR (союзно-республиканский комитет Туркменской ССР) in „Unionsrepublikanisches Staatskomitee der Turkmenischen SSR für Presse“ (Государственный комитет Туркменской ССР по печати - Gossudarstwenny komitet Turkmenskoi SSR po petschati) umbenannt.
Am 10. August 1992 wurde das Staatliche Pressekomitee der Turkmenischen SSR in das Pressekomitee des Ministerkabinetts Turkmenistans (Комитет по печати при Кабинете министров Туркменистана - Komitet po petschati pri Kabinete ministrow Turkmenistana) umgewandelt und am 11. August 1992 wurde auf Erlass des Präsidenten Turkmenistans der Verlag der Regierung Turkmenistans (издательства Правительства Туркменистана - isdatelstwa Prawitelstwa Turkmenistana) und der Verlag des Zentralrats der Jugendunion Turkmenistans benannt nach Magtymguly (издательства Центрального совета Союза молодежи Туркменистана имени Махтумкули - isdatelstwa Zentralnogo soweta Sojusa molodeschi Turkmenistana imeni Machtumkuli) auf der Grundlage der Redaktions- und Verlagsvereinigung „Metbugat“ (редакционно-издательское объединение «Метбугат» - redakzionno-isdatelskoje obedinenije «Metbugat») gegründet und dem Presseausschuss des Ministerkabinetts Turkmenistans unterstellt. Dies wurde begründet: „um die Uneinigkeit der Abteilungen, die rationelle Nutzung finanzieller, materieller und technischer Ressourcen und des Produktionspotenzials“ zu beseitigen.
Am 22. Dezember 1994 wurde die Verordnung über Verlagstätigkeiten in Turkmenistan verabschiedet, die das Verfahren zur Lizenzierung von Verlagstätigkeiten für den Zeitraum bis zur Verabschiedung des Gesetzes Turkmenistans „Über Verlagstätigkeiten“ (об издательской деятельности - ob isdatelskoi dejatelnosti) festlegte.
Am 11. Februar 1997 wurde der Presseausschuss des Ministerkabinetts Turkmenistans abgeschafft. Dessen Funktionen wurden auf den staatlichen Produktionsverband „Turkmenmetbugat“ (Государственное производственное объединение «Туркменметбугат» - Gossudarstwennoje proiswodstwennoje obedinenije «Turkmenmetbugat») übertragen, der auf der Grundlage des dem abgeschafften Ausschuss unterstellten Redaktions- und Verlagsverbandes „Metbugat“ gegründet wurde. Die Abteilung für kreative Arbeit des abgeschafften Komitees wurde dem Zentralapparat des Kulturministeriums Turkmenistans übertragen.
Am 10. März 1999 wurde der staatliche Produktionsverband „Turkmenmetbugat“ aufgelöst, seine Funktionen wurden der Presseabteilung des Ministerkabinetts Turkmenistans übertragen.
Am 16. Januar 2001 wurde die Presseabteilung des Ministerkabinetts Turkmenistans abgeschafft und an ihrer Stelle der Turkmenische Staatsverlagsdienst gegründet. Gleichzeitig wurden die Verlage „Turkmenistan“, „Magaryf“ (Магарыф) und „Turkmenblankisdat“ (Туркменбланкиздат) abgeschafft und ihre Funktionen auf den Turkmenischen Staatsverlagsdienst übertragen.
Am 8. November 2014 wurde das turkmenische Gesetz „Über das Verlagswesen“ verabschiedet.

## Struktur
Die Zentrale des TGIS besteht aus 5 Abteilungen:
- Produktions- und technische Abteilung (Производственно-технический отдел - Proiswodstwenno-technitscheski otdel)
- Abteilung für die Vorbereitung von Druckmaterialien und Koordinierung der Aktivitäten von Druckereien (Отдел по подготовке печатной продукции и координации деятельности полиграфических предприятий - Otdel po podgotowke petschatnoi produkzii i koordinazii dejatelnosti poligrafitscheskich predprijati)
- Abteilung für Finanzen, Rechnungswesen, Berichterstattung und Wirtschaftsprüfung (Отдел финансов, бухгалтерского учёта, отчетности и ревизий - Otdel finansow, buchgalterskogo utschota, ottschetnosti i rewisi)
- Abteilung für materielle Unterstützung und Kapitalaufbau (Отдел материального обеспечения и капитального строительства - Otdel materialnogo obespetschenija i kapitalnogo stroitelstwa)
- Technik-Abteilung (Хозяйственный отдел - Chosjaistwenny otdel)

Folgende Unternehmen und Organisationen sind Teil des Verbands:
- Druckerei Aschgabat (Ашхабадский дом печати - Aschchabadski dom petschati)
- Druckerei von Lebap Velayat (Типография Лебапского велаята - Tipografija Lebapskogo welajata)
- Druckerei von Mary Velayat (Типография Марыйского велаята - Tipografija Maryjskogo welajata)
- Druckerei von Dashoguz Velayat (Типография Дашогузского велаята - Tipografija Daschogusskogo welajata)
- Druckerei der Stadt Turkmenbashi (Типография города Туркменбаши - Tipografija goroda Turkmenbaschi)
- Druckerei der Stadt Serdar (Типография города Сердар - Tipografija goroda Serdar)
- Druckerei der Stadt Anau (Типография города Анау - Tipografija goroda Anau)
- Unternehmen für materielle und technische Unterstützung „Turkmensnabpechat“ (Предприятие материально-технического обеспечения «Туркменснабпечать» - Predprijatije materialno-technitscheskogo obespetschenija «Turkmensnabpetschat»)
- Staatliche Buchkammer Turkmenistans (Государственная книжная палата Туркменистана - Gossudarstwennaja knischnaja palata Turkmenistana)
- Selbsttragender Redaktionsverbund (Хозрасчетное редакционное объединение - Chosrastschetnoje redakzionnoje obedinenije)

## Management
Vorsitzender des Presseausschusses beim Ministerkabinett Turkmenistans (Председатель комитета по печати при Кабинете министров Туркменистана - Predsedatel komiteta po petschati pri Kabinete ministrow Turkmenistana)
- Chudaiberdy Diwankulijew (russisch Худайберды Диванкулиев, 10. August 1992–11. Februar 1997)

Vorsitzender des staatlichen Produktionsverbandes „Turkmenmetbugat“ (Председатель Государственного производственного объединения «Туркменметбугат» - Predsedatel Gossudarstwennogo proiswodstwennogo obedinenija «Turkmenmetbugat»)
- Annanur Tscharyjarow (russisch Аннанур Чарыяров, 11. Februar 1997–10. März 1999)

Vorsitzender des Turkmenischen Staatlichen Verlagsdienstes (Председатель Туркменской государственной издательской службы - Predsedatel Turkmenskoi gossudarstwennoi isdatelskoi sluschby)
- Agageldy Bekijew (russisch Агагельды Бекиев, 16. Januar 2001–02. August 2004)
- Agageldy Bekijew (russisch Агагельды Бекиев, 02. August 2004–13. Juli 2007)
- Tatschmamed Churmenow (russisch Тачмамед Хурменов, 13. Juli 2007–21. Januar 2008)
- Annanur Tscharyjarow (russisch Аннанур Чарыяров, 21. Januar 2008–14. August 2009)
- Gysylgul Nurgeldyjewa (russisch Гызылгуль Нургельдыева, 14. August 2009–22. Oktober 2009)
- Gysylgul Nurgeldyjewa (russisch Гызылгуль Нургельдыева, 22. Oktober 2009–12. April 2013)
- Akmurad Chudaiberdyjew (russisch Акмурад Худайбердыев, 12. April 2013– )